# Lanett
Lanett è un comune degli Stati Uniti d'America situato nella contea di Chambers dello Stato dell'Alabama. La città ha una particolarità: essendo situata all'estremità orientale dello Stato, al confine con la Georgia, e precisamente con la città di West Point dalla quale è divisa dal Chattanoochee River, si trova sul fuso orario della Georgia e ne usufruisce, su disposizione federale, perciò il suo orario si trova un'ora avanti rispetto a tutti gli altri luoghi dell'Alabama.